# Joel Gretsch
Joel Gretch (St. Cloud, (Minnesota), 20 december 1963) is een Amerikaans acteur. Hij is vooral bekend geworden van het spelen van het personage Tom Baldwin in de televisieserie The 4400 en de rol van kapitein/majoor/kolonel Owen Crawford in Steven Spielbergs sci-fi-miniserie Taken uit 2002.
Gretsch leerde acteren bij het Guthrie Theater in Minneapolis en is in 1989 verhuisd naar Los Angeles. In het theater speelde hij onder meer rollen in Molières Tartuffe en John Patrick Shanleys Danny and the Deep Blue Sea.
Gretsch begon zijn televisiewerk in de vroege jaren 90 met gastrollen in Married... with Children,
Melrose Place en Saved by the Bell: The New Class. Sindsdien heeft hij rollen gespeeld in series als JAG, Silk Stalkings, CSI: Miami, NCIS en Law & Order: Criminal Intent.
Ook heeft Gretsch kleine rollen gehad in enkele films, waaronder The Legend of Bagger Vance (2000), Minority Report (2002) en The Emperor's Club (2002).

## Filmografie
- V, televisieserie, als pater Jack Landry

## Gezin
In 1999 is Joel Gretsch getrouwd met voormalig actrice Melanie Shatner, de dochter van Star Trek-acteur William Shatner. Het stel heeft twee dochters, Kaya en Willow.